# Max Noether
Max Noether (ur. 24 września 1844 w Mannheim, zm. 13 grudnia 1921 w Erlangen) − niemiecki matematyk pochodzenia żydowskiego, ojciec Emmy Noether i Fritza Noethera.

## Życiorys
Studia odbył na Uniwersytecie Ruprechta i Karola w Heidelbergu, a 1875 został profesorem Uniwersytetu Fryderyka i Aleksandra w Erlangen (Friedrich-Alexander-Universität Erlangen). Przyczynił się do rozwoju geometrii algebraicznej i teorii funkcji algebraicznych. W 1873 opublikował twierdzenie dotyczące krzywych algebraicznych, zawierające tak zwane warunki N.

## Prace
- Zur Grundlegung der Theorie der algebraischen Raumcurven (Berlin 1883)
- Zur Erinnerung an Karl Georg Christian von Staudt (Erlangen 1901)
- Über die singulären Elemente der algebraischen Curven (Erlangen 1902)
- Abriß einer Theorie der algebraischen Funktionen (Lipsk 1911)